# Kenny De Ketele
Kenny De Ketele (Oudenaarde, 5 juni 1985) is een Belgisch voormalig wielrenner, die vooral als baanwielrenner actief was. Hij was beroeps van 2007 tot 2021. De Ketele wordt gerekend tot de beste Belgische pisterenners van zijn generatie. Zijn naam werd daarbij meestal genoemd met die van Iljo Keisse. 

## Biografie
In de jeugdcategorieën was De Ketele een van de meest talentrijke Belgen op de piste. Hij won verschillende nationale titels in de verschillende jeugdcategorieën. Internationaal gezien was zijn tweede plek op het Europees kampioenschap voor junioren in 2003 zijn eerste succes. Als belofte werd hij drie keer Europees kampioen. In 2004 en 2006 in de ploegkoers, samen met respectievelijk Iljo Keisse en Steve Schets. In 2007 voegde hij daar de titel in de puntenkoers aan toe. Profrenner werd De Ketele op 1 mei 2007. Toen maakte hij de overstap van Davitamon-Win For Life-Jong Vlaanderen naar profploeg Chocolade Jacques-Topsport Vlaanderen. Voor dit team zou hij tot en met het seizoen 2021 uitkomen. 
Vooral in het zesdaagsecircuit is De Ketele een specialist. Begin 2009 won de toen 23-jarige De Ketele zijn eerste zesdaagse. Aan de zijde van de Zwitser  Bruno Risi won hij de Zesdaagse van Hasselt. Twee jaar later zou hij zijn tweede zesdaagse winnen. Samen met de Duitser Robert Bartko won hij de Zesdaagse van zijn thuisstad Gent. In de daaropvolgende jaren zou De Ketele nog verschillende zesdaagses winnen. Gedurende zijn carrière won hij in totaal 22 zesdaagses. Het meest succesvol was hij aan de zijde van land- en ploeggenoot Moreno De Pauw. Samen zouden ze tussen 2015 en 2019 acht zesdaagses winnen. 
Op het palmares van Kenny De Ketele staan ook vijf Europese titels. Zowel in 2009 als 2015 veroverde hij de tittel achter de Derny. In 2008, 2011 en 2018 werd hij Europees kampioen ploegkoers. De eerste twee keer samen met Iljo Keisse, de laatste keer in combinatie met Robbe Ghys. Op EK's behaalde hij daarnaast ook nog vijf zilveren en twee bronzen medailles. Tijdens Wereldkampioenschappen behaalde De Ketele in totaal acht medailles. Zo behaalde hij twee keer de derde plek in de puntenkoers: (2012 en 2016). Op de ploegkoers werd hij driemaal derde, in zowel 2017, 2019) als 2021. Tweemaal werd De Ketele vice-wereldkampioen puntenkoers. De eerste keer in 2017 achter de Australiër Cameron Meyer. Een tweede maal op het WK 2021 na de Fransman Benjamin Thomas. In zijn loopbaan wist De Ketele zich eenmaal tot wereldkampioen te kronen. Tijdens het WK 2012 te Melbourne veroverde hij samen met Gijs Van Hoecke het goud op de ploegkoers. Tijdens deze wedstrijd behaalden ze zes punten meer dan de zilveren Britten Ben Swift/Geraint Thomas en 17 punten meer dan het Australische duo Leigh Howard/Cameron Meyer die het brons wegkaapten.
Kenny De Ketele was gedurende zijn carrière driemaal actief op de Olympische Zomerspelen. Zowel in 2008, 2012 en 2020 kwam hij uit voor zijn land op de Spelen. In Peking 2008 betwiste hij de ploegkoers aan de zijde van Iljo Keisse. Samen leken ze lange tijd op weg naar de olympische titel, maar in de slotfase van de wedstrijd namen Rusland, Spanje en de latere winnaar Argentinië een ronde voorsprong. Uiteindelijk eindigden ze als vierde. Vier jaar later in Londen 2012 nam hij samen met Dominique Cornu, Jonathan Dufrasne en Gijs Van Hoecke deel aan de ploegenachtervolging. Tegen de verwachtingen in werd het viertal al in de eerste ronde uitgeschakeld. België eindigde zo als negende op tien deelnemende landen. Tijdens de spelen van Tokyo 2020 nam De Ketele deel aan twee onderdelen. Het omnium sloot hij af op een 13e plek. De ploegkoers betwistte hij dit keer samen met Robbe Ghys. Ze streden tot in de slotfase mee voor de medailles, maar strandde uiteindelijk op de vierde plaats.
Op 28 september 2021 kondigde De Ketele zijn afscheid van de wielersport aan. De Zesdaagse van Gent van 16 tot 21 november 2021 werd zijn laatste koers, hij won deze met Robbe Ghys. Hij werd daarna bondscoaches van de elite en beloften mannen op de baan onder Tim Carswell, in 2024 stopte hij als bondscoach.

## Palmares

### Baanwielrennen
| Jaar     | BK | EK                                 | WK                       | OS       | WB                                                                     | Overig                                                                 |
| Junioren | Junioren                                                                                              | Junioren                           | Junioren                 | Junioren | Junioren                                                               | Junioren                                                               |
| -------- | --- | ---------------------------------- | ------------------------ | -------- | ---------------------------------------------------------------------- | ---------------------------------------------------------------------- |
| 2002     | achtervolging                                                                                         |                                    |                          |          |                                                                        |                                                                        |
| 2003     | achtervolging · ploegenachtervolging · ploegsprint · puntenkoers · omnium · ploegkoers · scratch · km | puntenkoers                        |                          |          |                                                                        |                                                                        |
| Beloften | |                                    |                          |          |                                                                        |                                                                        |
| 2004     | | ploegkoers                         |                          |          |                                                                        | UIV Cup: Bremen Gent                                                   |
| 2005     | | ploegkoers                         |                          |          |                                                                        | UIV Cup: München                                                       |
| 2006     | | ploegkoers                         |                          |          |                                                                        |                                                                        |
| 2007     | | puntenkoers · ploegenachtervolging |                          |          |                                                                        |                                                                        |
| Elite    | |                                    |                          |          |                                                                        |                                                                        |
| 2003     | derny                                                                                                 |                                    |                          |          |                                                                        |                                                                        |
| 2004     | achtervolging · km · ploegkoers · omnium                                                              |                                    |                          |          |                                                                        |                                                                        |
| 2005     | ploegkoers · omnium                                                                                   |                                    |                          |          | Manchester: · ploegkoers · Moskou: · ploegkoers                        | Alkmaar: koppelomnium St.Etienne: ploegomnium Kerstmeeting Gent: derny |
| 2006     | km · achtervolging                                                                                    |                                    |                          |          |                                                                        |                                                                        |
| 2007     | derny · ploegenachtervolging · puntenkoers · scratch · achtervolging · omnium                         |                                    |                          |          | Los Angeles: · ploegkoers                                              | Gent: ploegkoers                                                       |
| 2008     | derny · ploegenachtervolging · ploegkoers · omnium · km · achtervolging · puntenkoers · scratch       | ploegkoers                         |                          |          | Los Angeles: · ploegkoers · Manchester: · ploegkoers                   |                                                                        |
| 2009     | achtervolging · derny · ploegkoers · puntenkoers · km · omnium                                        | derny                              |                          |          | Manchester: · ploegkoers                                               |                                                                        |
| 2010     | ploegenachtervolging                                                                                  | ploegkoers                         |                          |          |                                                                        |                                                                        |
| 2011     | ploegkoers · omnium                                                                                   | ploegkoers                         |                          |          |                                                                        |                                                                        |
| 2012     | |                                    | ploegkoers · puntenkoers |          | Peking: · ploegkoers · Glasgow: · ploegenachtervolging                 | Melbourne: ploegkoers                                                  |
| 2013     | | ploegkoers                         |                          |          | Aguascalientes: · ploegkoers                                           | IBO: ploegkoers en puntenkoers Melbourne: ploegkoers 3daagse Aigle     |
| 2014     | ploegkoers                                                                                            | ploegkoers                         |                          |          | Guadalajara: · ploegkoers · Londen: · puntenkoers                      | Cottbus: ploegkoers IBO: ploegkoers                                    |
| 2015     | | derny                              |                          |          |                                                                        |                                                                        |
| 2016     | ploegkoers                                                                                            | puntenkoers · ploegkoers           | puntenkoers              |          | Glasgow: · ploegkoers · Apeldoorn: · ploegkoers · ploegenachtervolging |                                                                        |
| 2017     | ploegkoers · puntenkoers                                                                              |                                    | puntenkoers · ploegkoers |          | Pruszków: · ploegkoers · Milton: · ploegkoers · puntenkoers            | Dudenhofen: afvalling Gent: ploegkoers                                 |
| 2018     | | ploegkoers · puntenkoers           |                          |          | Londen: · ploegenachtervolging                                         |                                                                        |
| 2019     | puntenkoers · ploegkoers · omnium                                                                     |                                    | ploegkoers               |          |                                                                        | Andia: Ploegkoers                                                      |
| 2020     | |                                    |                          |          |                                                                        | Aigle: omnium                                                          |
| 2021     | | ploegkoers                         | puntenkoers · ploegkoers |          | Cali: · ploegkoers · afvalling                                         | Fenioux: puntenkoers Aigle: afvalling en ploegkoers                    |

#### Zesdaagsen
| Nr. | Jaar | Zesdaagse van  | Samen met          |
| --- | ---- | -------------- | ------------------ |
| 1.  | 2009 | Hasselt        | Bruno Risi         |
| 2.  | 2011 | Gent           | Robert Bartko      |
| 3.  | 2013 | Amsterdam      | Gijs Van Hoecke    |
| 4.  | 2014 | Berlijn        | Andreas Müller     |
| 5.  | 2014 | Gent (2)       | Jasper De Buyst    |
| 6.  | 2015 | Londen         | Moreno De Pauw     |
| 7.  | 2016 | Bremen         | Christian Grasmann |
| 8.  | 2016 | Berlijn (2)    | Moreno De Pauw     |
| 9.  | 2016 | Londen (2)     | Moreno De Pauw     |
| 10. | 2016 | Amsterdam (2)  | Moreno De Pauw     |
| 11. | 2017 | Gent (3)       | Moreno De Pauw     |
| 12. | 2018 | Rotterdam      | Moreno De Pauw     |
| 13. | 2018 | Bremen (2)     | Theo Reinhardt     |
| 14. | 2018 | Kopenhagen     | Michael Mørkøv     |
| 15. | 2019 | Kopenhagen (2) | Moreno De Pauw     |
| 16. | 2019 | Gent (4)       | Robbe Ghys         |
| 17. | 2020 | Bremen (3)     | Nils Politt        |
| 18. | 2021 | Gent (5)       | Robbe Ghys         |

| Aantal | Samen met |
| ------ | --- |
| 7      | Moreno De Pauw |
| 2      | Robbe Ghys |
| 1      | Robert Bartko Jasper De Buyst Christian Grasmann Michael Mørkøv Andreas Müller Nils Politt Theo Reinhardt Bruno Risi Gijs Van Hoecke |

## Ploegen
- 2004 –  Jong Vlaanderen 2016
- 2005 –  Bodysol-Win for Life-Jong Vlaanderen
- 2006 –  Bodysol-Win for Life-Jong Vlaanderen
- 2007 –  Davitamon-Win For Life-Jong Vlaanderen
- 2007 –  Chocolade Jacques-Topsport Vlaanderen
- 2008 –  Topsport Vlaanderen-Mercator
- 2009 –  Topsport Vlaanderen-Mercator
- 2010 –  Topsport Vlaanderen-Mercator
- 2011 –  Topsport Vlaanderen-Mercator
- 2012 –  Topsport Vlaanderen-Mercator
- 2013 –  Topsport Vlaanderen-Baloise
- 2014 –  Topsport Vlaanderen-Baloise
- 2015 –  Topsport Vlaanderen-Baloise
- 2016 –  Topsport Vlaanderen-Baloise
- 2017 –  Sport Vlaanderen-Baloise
- 2018 –  Sport Vlaanderen-Baloise
- 2019 –  Sport Vlaanderen-Baloise
- 2020 –  Sport Vlaanderen-Baloise
- 2021 –  Sport Vlaanderen-Baloise

Wielerploegen van Kenny De Ketele
De Ketele · De Neef · De Wilde · Hovelijnck · Huysmans · Jacobs · Keisse · Meirhaeghe · Paulissen · Ranson · Renders · Roelandts · Schets · Steurs · Uytterhoeven · Van De Gehuchte · Van den Abeele · Van Der Hasselt · Van Rooy · Verspeeten · Wijnands · Wynants
Cornu · De Greef · De Ketele · De Neef · De Poortere · De Wilde · De Zutter · Ingels · Lievens · Neyens · Paulissen · Roelandts · Schets · Van der Slagmolen · Van Hoovels · Van Rij · Van Rooy · Vanendert · Vanheule
Baugnies · Cordeel · Cornu · Crabbé · De Greef · De Ketele · De Neef · De Poortere · De Zutter · Lievens · Neyens · Paulissen · Poleunis · Roelandts · Schets · Van Avermaet · Van den Houte · Van Rij · Van Rooy · Vanendert · Vens
Baugnies · Claeys · Crabbé · Croket · De Greef · De Ketele · De Neef · De Poortere · De Zutter · Goddaert · Joseph · Leys · Mertens · Neyens · Paulissen · Poleunis · Roelandts · Schets · Sys · Van den Houte · Vanderaerden · Vandousselaere · Vens · Wynants
Barbé · Caethoven · Coenen · D'Hollander · De Fauw · De Ketele · Dehaes · De Schrooder · Eeckhout · Ghyllebert · Gilmore · Hovelijnck · Keisse · Lisabeth · Maes · Pauwels · Renders · Schets · Stubbe · Van Der Linden · Vanendert · Vanheule · Verbist · Veuchelen
Barbé · Coenen · De Ketele · Dehaes · Eeckhout · Ghyllebert · Goddaert · Hovelijnck · Ingels · Keisse · Maes · Neyens · Nolf · Pauwels · Renders · Schets · Van Hecke · Vandewalle · Vanheule · Vanspeybrouck · Verbist · Veuchelen · Bakelants (stagiair)
Bakelants · Coenen · Criel · De Gendt · De Ketele · Goddaert · Hermans · Joseph · Keisse · Lodewyck · Maes · Mertens · Neirynck · Neyens · Nolf · Renders · Steurs · Vandewalle · Van Hecke · Vanheule · Vanmarcke · Vanspeybrouck · Debusschere (stagiair)
Armée · Baugnies · Boeckmans · Coenen · De Gendt · De Ketele · Jacobs · G.Joseph · S.Joseph · Lodewyck · Mertens · Neirynck · Neyens · Steurs · Van Hecke · Van Staeyen · Van Vooren · Vanmarcke · Vandewalle · Vanspeybrouck · Jodts (stagiair) · Serry (stagiair) · Wallays (stagiair)
Armée · Baugnies · Boeckmans · Coenen · Cornu · De Ketele · De Vreese · Jacobs · Jodts · G.Joseph · S.Joseph · Mertens · Neirynck · Salomein · Serry · Steurs · Van Hecke · Van Staeyen · Van Vooren · Vanspeybrouck · Wallays · Waeytens (stagiair) 
Armée · Cornu · De Jonghe · De Ketele · De Vreese · Declercq · Jacobs · Jodts · Lietaer · Mertens · Neirynck · Salomein · Serry · Van Asbroeck · Van Hecke · Van Hoecke · Van Staeyen · Van Vooren · Vanoverberghe · Vandousselaere · Vanspeybrouck · Waeytens · Wallays
Armée · Cornu · De Buyst · De Jonghe · De Ketele · De Vreese · Declercq · Helven · Jacobs · Lampaert · Lietaer · Mertens · Neirynck · Salomein · Sprengers · Van Asbroeck · Van Hecke · Van Hoecke · Van Staeyen · Vanbilsen · Vandousselaere · Vanoverberghe · Vanspeybrouck · Waeytens · Wallays
Campenaerts · De Pauw · De Buyst · De Jonghe · De Ketele · Declercq · Helven · Jacobs · Lampaert · Lietaer · Rickaert · Salomein · Sprengers · Steels · Theuns · Van Asbroeck · Van Hecke · Van Hoecke · Vanoverberghe · Van Staeyen · Vanbilsen · Vanspeybrouck · Vergaerde · Waeytens ·  Wallays
Campenaerts · Capiot · De Ketele · De Pauw · De Tier · Declercq · Helven · Jacobs · Lietaer · Naesen · Rickaert · Salomein · Sprengers · Steels · Theuns · Van Hecke · Van Hoecke · Van Lerberghe · Van Meirhaeghe · Vanoverberghe · Vanspeybrouck · Vergaerde · Jel.Wallays · Jen.Wallays
Allegaert · Capiot · De Gendt · De Ketele · De Pauw · De Vylder · Declercq · Deltombe · Farazijn · Lietaer · Noppe · Planckaert · Pols · Rickaert · Salomein · Sprengers · Steels · Van Gestel · Van Hecke · Van Lerberghe · Van Rooy · Wallays
Allegaert · Capiot · De Gendt · De Ketele · De Pauw · De Vylder · Declercq · Deltombe · Farazijn · Ghys · Menten · Noppe · Ed. Planckaert · Em. Planckaert · Rickaert · Sprengers · Van Gestel · Van Gompel · Van Hecke · Van Rooy · Verwilst · Warlop
1982 Annie Lambrechts · 1983 Eddy Annys · 1984 Ingrid Berghmans · 1985 niet uitgereikt · 1986 William Van Dijck · 1987 Wim Van Belleghem · 1988 Robert Van de Walle · 1989 niet uitgereikt · 1990 Ulla Werbrouck · 1991 Sabine Appelmans · 1992 Annelies Bredael · 1993 Gella Vandecaveye · 1994 Brigitte Becue · 1995 Fred Deburghgraeve · 1996 Luc Van Lierde · 1997 Stefan Everts · 1998 Sven Nys · 1999 Marleen Renders · 2000 Filip Meirhaeghe · 2001 Kim Clijsters · 2002 Kim Gevaert · 2003 Benny Vansteelant · 2004 Gino De Keersmaeker · 2005 Kathleen Smet · 2006 Tia Hellebaut · 2007 estafetteploeg 4x100m dames · 2008 Kenny De Ketele · 2009 Tom Goegebuer · 2010 Cédric Van Branteghem · 2011 Evi Van Acker · 2012 Hans Van Alphen and Marieke Vervoort · 2013 Frederik Van Lierde · 2014 Bart Swings · 2015 Jaouad Achab · 2016 Peter Genyn · 2017 Seppe Smits · 2018 Nina Derwael · 2019 Emma Meesseman · 2020 niet uitgereikt · 2021 Belgische hockeyploeg (mannen) · 2022 Remco Evenepoel  · 2023 Lotte Kopecky